# Los Telares
Los Telares es una localidad de la provincia de Santiago del Estero, Argentina; cabecera del departamento Salavina.

## Historia
Hasta 1930 era apenas un paraje sin nombre. El 20 de agosto de 1932 los ramales del ferrocarril Mitre que se venían construyendo desde el Sur y el Norte se unen a la altura del Puente Negro, a 8 km de Los Telares. El 7 de septiembre del mismo año se expropian los campos de la familia Machado donde se construye la estación del ferrocarril del ramal 109. El ingeniero inglés Carlos Christiernsson debía denominar Edelmira a la estación, en homenaje a la esposa del dueño de las tierras donde se tendió el ferrocarril, sin embargo optó por llamarla Los Telares, en alusión a las mujeres de la zona que tejían artesanalmente cobijas multicolores.

## Población
Cuenta con 2,573 habitantes (Indec, 2010), lo que representa un incremento del 26,6% frente a los 2,032 habitantes (Indec, 2001) del censo anterior.
| Gráfica de evolución demográfica de Los Telares entre 1970 y 2010 |
|                                                                   |
| Fuentes: INDEC                                                    |

## Parroquias de la Iglesia católica en Los Telares
| Diócesis  | Santiago del Estero       |
| --------- | ------------------------- |
| Parroquia | Nuestra Señora del Carmen |